# Matt Hemingway
Pour les articles homonymes, voir Hemingway (homonymie).
Matt Hemingway (né le 24 octobre 1972 à Los Angeles) est un athlète américain spécialiste du saut en hauteur.
Il remporte la médaille d'argent des Jeux olympiques de 2004 avec un saut à 2,34 m, devancé de deux centimètres par le Suédois Stefan Holm. Champion des États-Unis en salle en 2000, il s'adjuge le titre en plein air en 2005. Il participe par ailleurs à deux Championnats du monde d'athlétisme, se classant 12e en 2003 et 11e en 2005.
Ses records personnels sont de 2,34 m en plein air (Modesto en 2003 et Athènes en 2004) et 2,38 m en salle (Atlanta en 2000).

## Palmarès
| Date | Compétition     | Lieu    | Résultat | Marque |
| ---- | --------------- | ------- | -------- | ------ |
| 2004 | Jeux olympiques | Athènes | 2e       | 2,34 m |